# 亨利·普納
亨利·圖阿克烏·普納（1949年8月6日—），是一名庫克群島政治人物。
他在2004年庫克群島大選曼尼希基選區首次參選，競逐前總理罗伯特·温顿的議席，最初他以微弱劣勢敗選，但他提出選舉呈請挑戰結果。後來呈請決定維持原判，但因為有部分選民喪失投票資格，令重新點票結果出現平局，需要進行補選；補選中普納終於勝出，唯2006年大選裡他的議席敗給阿皮伊·皮奧
他在2010年大選再次當選為曼尼希基選區議員，並在11月30日宣誓就任庫克群島總理。之後再在2014和2018年大選後續任，直至2020年因尋求當選太平洋島國論壇秘書長而辭職，並於翌年當選秘書長。